# Liste der Kulturdenkmäler in Rinzenberg
In der Liste der Kulturdenkmäler in Rinzenberg sind alle Kulturdenkmäler der rheinland-pfälzischen Ortsgemeinde Rinzenberg aufgeführt. Grundlage ist die Denkmalliste des Landes Rheinland-Pfalz (Stand: 12. Juni 2023).

## Einzeldenkmäler
| Bezeichnung | Lage                            | Baujahr                           | Beschreibung                                                                                               | Bild            |
| ----------- | ------------------------------- | --------------------------------- | --- | --------------- |
| Brunnen     | Am Brunnen, vor Nr. 4 Lage      | 1886                              | neugotischer Laufbrunnen, Gusseisen (Asbacherhütte?), 1886                                                 | BW              |
| Brunnen     | Buchenweg, gegenüber Nr. 6 Lage | 1886                              | neugotischer Laufbrunnen, Gusseisen (Asbacherhütte?), 1886                                                 | BW              |
| Quereinhaus | Hauptstraße 9 Lage              | spätes 16. Jahrhundert            | Quereinhaus, im Kern aus dem späten 16. Jahrhundert, bezeichnet 1590 (Spolie?) und 1825                    | Fotos hochladen |
| Quereinhaus | Hauptstraße 11 Lage             | erste Hälfte des 19. Jahrhunderts | ehemaliges Quereinhaus, teilweise Fachwerk, Backofenanbau, wohl aus der ersten Hälfte des 19. Jahrhunderts | BW              |
| Brunnen     | Kirchweg, neben Nr. 2 Lage      | 1886                              | neugotischer Laufbrunnen, Gusseisen (Asbacherhütte?), 1886                                                 | Fotos hochladen |